# Rhaconotus chrysochaitus
Rhaconotus chrysochaitus är en stekelart som beskrevs av Marsh 2002. Rhaconotus chrysochaitus ingår i släktet Rhaconotus och familjen bracksteklar. Inga underarter finns listade i Catalogue of Life.